# Strane (Republika Serbska)
Strane (cyr. Стране) – wieś w Bośni i Hercegowinie, w Republice Serbskiej, w gminie Kalinovik. W 2013 roku liczyła 18 mieszkańców.